# オーブリー・ビアズリー
オーブリー・ヴィンセント・ビアズリー（英語: Aubrey Vincent Beardsley, [ˈɔːbri ˈvinsənt ˈbiəd͡zli], 1872年8月21日 - 1898年3月16日）は、19世紀イギリスのイラストレーター、詩人、小説家。ヴィクトリア朝の世紀末美術を代表する存在。悪魔的な鋭さを持つ白黒（モノトーン）のペン画で、耽美主義の鬼才とうたわれたが、病弱ゆえに25歳で死去した。

## 生涯
イングランド南部のブライトンに生まれる。父ヴィンセント・ポール・ビアズリーは金銀細工師の息子。母エレン・ピット・ビアズリーは軍医ウィリアム・ピットの娘だが、祖先に大ピットがいたという証拠はない。2人姉弟の長男として生まれたオーブリーは、父方から工芸家としての器用さを受け継ぎ、母方から芸術に対する洗練された趣味を受け継いだ。稼ぎのないヴィンセントのために、母エレンは音楽教師として働き、オーブリーに文学や音楽の本格的な教育を施した。幼時から母にピアノを習ったオーブリーは、学校に上がる前からショパンを弾きこなし、音楽の天才と呼ばれた。姉メイベル・ビアズリーは女優となった。
1878年、ブライトン近郊ハーストピアポイントの寄宿学校ハミルトン・ロッジに入学。ここで初めて絵を描き始める。
1879年、初めて結核の兆候が現れる。1881年、病気のためにハミルトン・ロッジを退学。同年、オーブリーの健康のために、一家でロンドン南郊のエプソムに転居。
1882年、当時ビアズリー家を援助していたヘンリエッタ・ペラム夫人から初めて絵の注文を受け、ケイト・グリーナウェイの絵本からの模写で報酬を得る。まもなく、一家でロンドンに移住。

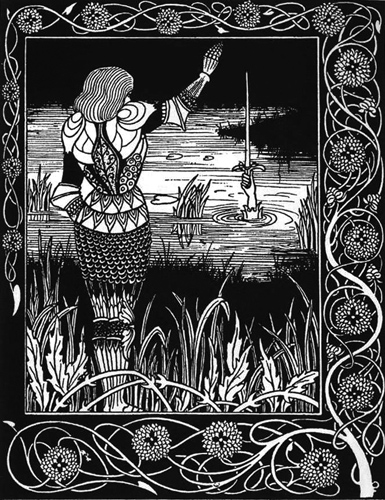
トマス・マロリー『アーサー王の死』挿絵 (1894)

1884年8月、一家で再びブライトンに戻り、ブライトンのグラマースクール（初等中学校）に入学。学費は母方の大伯母が援助した。寮長アーサー・ウィリアム・キングに才能を見出されて以来、終生キングに感謝しつづけた。このころ、コングリーヴやウィチャリー、トーマス・カーライル、ジョヴァンニ・ボッカッチョ、トーマス・チャタートン、エドガー・アラン・ポーなどを愛読。
1888年、ブライトンのグラマースクールを卒業。一家でロンドンに移住し、ピムリコ地区のケンブリッジ通り32番地に居を構える。ロンドンのクラークンウェル地区測量事務所に事務員として勤務。1889年、ガーディアン火災生命保険会社の書記に転職したが、年末に喀血したため休職。
1890年、小説風エッセー「懺悔訪問簿の話」を『ティット・ピッツ』誌に発表、1ポンド10シリングの報酬を得る（ビアズリー当人は画家よりもむしろ文人として評価されることを望んでいたといわれる）。
1891年7月12日、画家エドワード・バーン＝ジョーンズの画室を姉メイベルと共に訪問し、作品を見せたところ、才能を絶賛され、勤めを辞して画家になることを勧められる。
同年8月以降、バーン＝ジョーンズの勧めでウェストミンスター美術学校の夜間クラスに出席し、校長フレデリック・ブラウン（1851年 - 1941年）に師事。これが、生涯唯一の正式な絵の勉強となった。同じ頃、母方の大伯母が死去したため、500ポンドの遺産を相続。同時期に古美術研究家エイマー・ヴァランスの紹介でウィリアム・モリスに会うが、けんもほろろの扱いを受けて反感を持つ。
1892年、ヴァランスの紹介で会ったロバート・ロスによって、ロンドンの芸術界の主要人物たちに引き合わされる。同年6月、保険会社の年次休暇を利用して初めてパリを訪問。同年の晩夏、保険会社に辞表を提出。
1893年、行きつけの書店の主人フレデリック・エヴァンズの紹介で出版業者J・M・デントに会う。「バーン＝ジョーンズほど金のかからないバーン＝ジョーンズ」を求めていたデントのために、以後約1年半にわたってトマス・マロリー作『アーサー王の死』(Le Morte D'arthur) の挿絵を描く。この仕事が始まると同時にウェストミンスター美術学校を退学。『アーサー王の死』の挿絵はウィリアム・モリスから剽窃呼ばわりされたが、「彼（モリス）の作品はただ旧弊な代物を模倣したに過ぎないが、僕の作品は新鮮で独創性に溢れている」と言い返した。

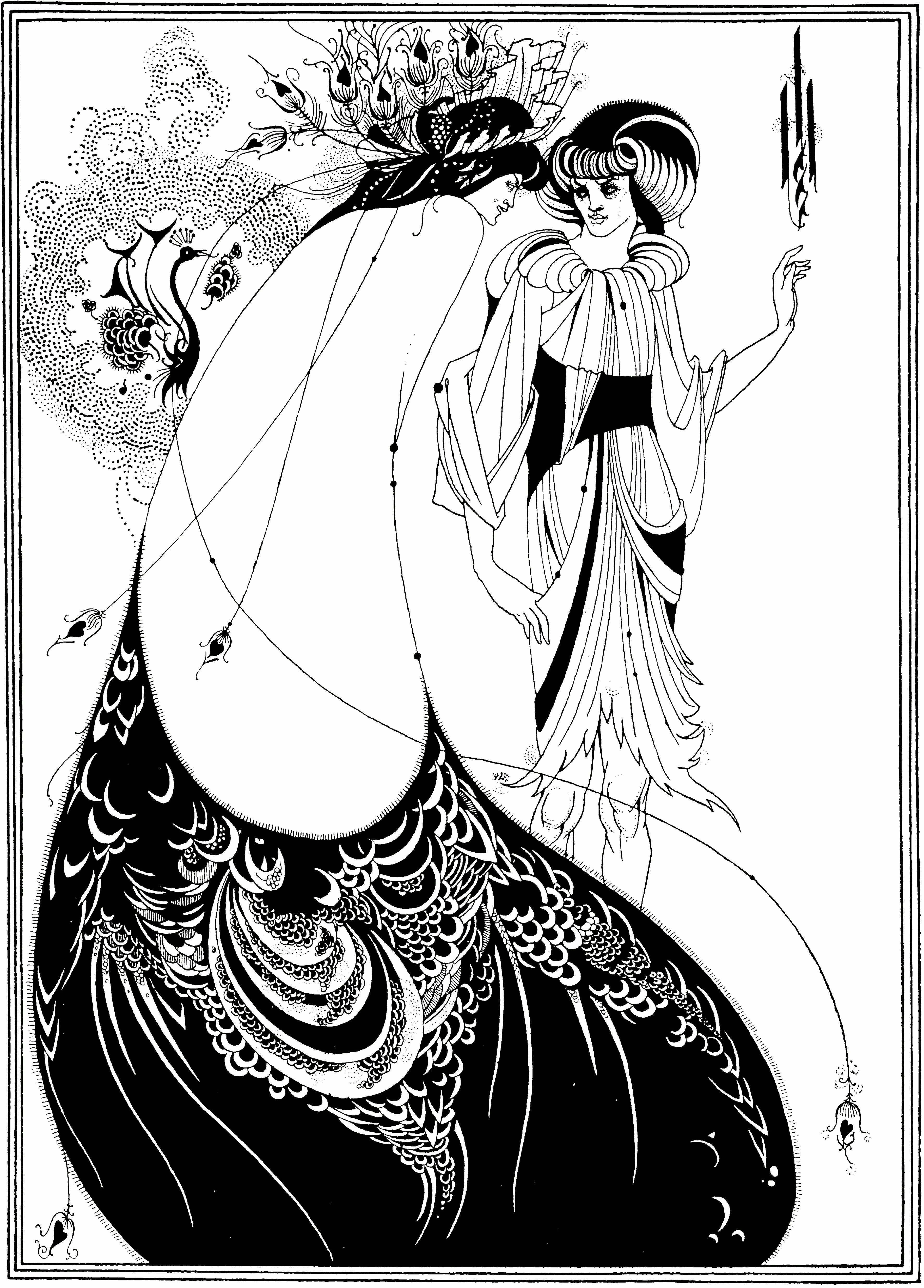
オスカー・ワイルド『サロメ』挿絵 (1894)

1893年2月2日、ロスの紹介で知り合ったルイス・ハインドの発行する『ペル・メル・バジェット』誌でデビュー。同年5月、憧れのジェームズ・マクニール・ホイッスラーにパリで会うが、悪印象を持たれてこき下ろされたため、復讐にホイッスラー夫妻を揶揄する諷刺画を描く。同年6月、パリから帰国後、オスカー・ワイルド作『サロメ』の挿絵を描く契約を結ぶ（本来ビアズリーはこの作品の英訳者になることを望んでいたが叶わなかった）。この作品の挿絵を描くように慫慂したのは作者ワイルド自身だったが、ビアズリーの絵は「僕の劇はビザンチン的なのに、ビアズリーの挿絵はあまりに日本的だ」との理由により、ワイルドには気に入らなかった。作者を揶揄する内容の数枚の挿絵もワイルドを怒らせた。

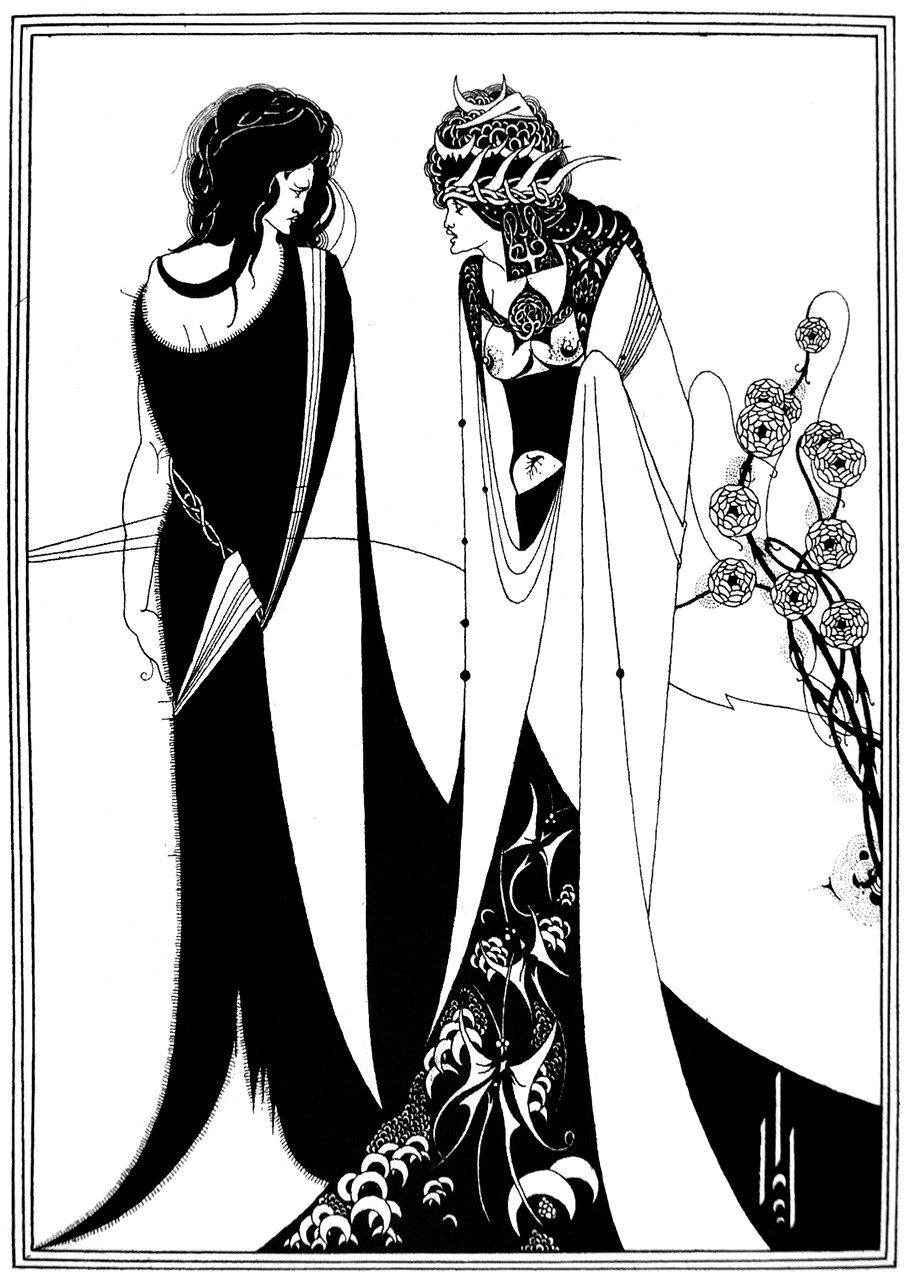
ヨハネとサロメ

1894年、挿絵入り文芸誌『イエロー・ブック』創刊。同誌の美術担当編集主任となる。このころ経済的に余裕ができたため、ピムリコ地区ケンブリッジ通り114番地に家を購入し、姉メイベルと同居。近親相姦説もささやかれた。この邸の画室は、ビアズリーの意向により、ユイスマンス『さかしま』の主人公デ・ゼッサントの書斎に倣って黒とオレンジ色で統一された。同年初頭より、『セント・ポールズ』誌で挿絵を描き始める。

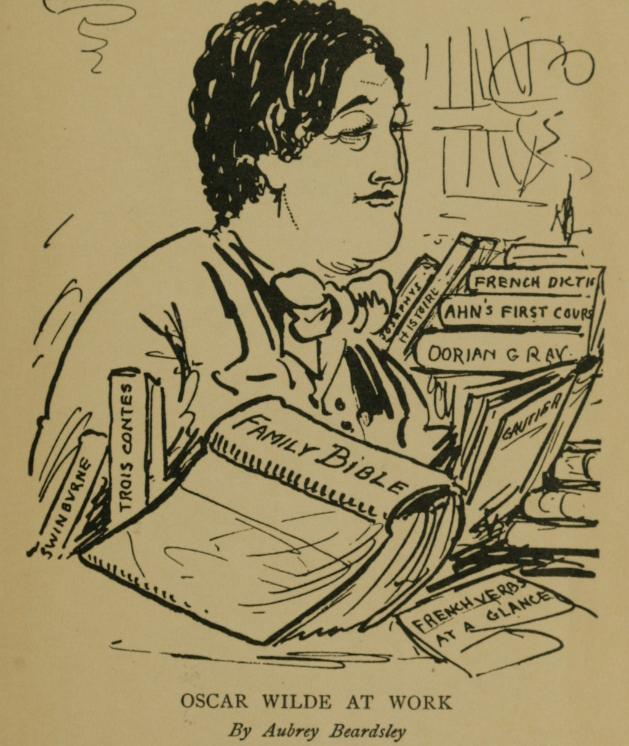
ビアズリーによるオスカー・ワイルドの似顔絵

1895年4月5日、ワイルドが男色の罪で逮捕され、大きなスキャンダルとなる。ビアズリー自身は男色家ではなかったが、『サロメ』以来ワイルドと一体視されていたビアズリーは当時の英国の世論から猛攻撃を受け、『イエロー・ブック』から追放された。同年4月20日、追われるようにしてロンドンからパリに渡り、短期滞在。
同年5月5日、パリから帰国後に、出版業者レナード・スミザーズと知り合う。スミザーズは社会的に爪弾きされている芸術家の作品を専門に出版していたため、これ以後ビアズリーと切っても切れない間柄となった（ワイルドはスミザーズを「ビアズリーの持ち主」と呼んだ）。7月、ケンブリッジ通りからチェスター・テラスの借家に転居、まもなくディエップを訪問。
1895年8月、ディエップから帰国。チェスター・テラスを去り、かつてワイルドが執筆に用いたことのあるセント・ジェイムシズ・プレイス10番地に移る。同月後半、敬愛するリヒャルト・ワーグナーの祖国であるドイツに渡り、ケルンにて詩「床屋のバラード」を執筆。ミュンヘン、ベルリンを訪問。続いて、9月後半までディエップに滞在。このころ、タンホイザー伝説に基づく好色小説『ヴィーナスとタンホイザー』とその挿絵を執筆。10月、ロンドンに戻り、セント・ジェイムズ・プレイスに落ち着く。1895年から1896年にかけて、『ヴィーナスとタンホイザー』の改稿版である『丘の麓で』をフランスのディエップにて執筆するも未完に終わる。

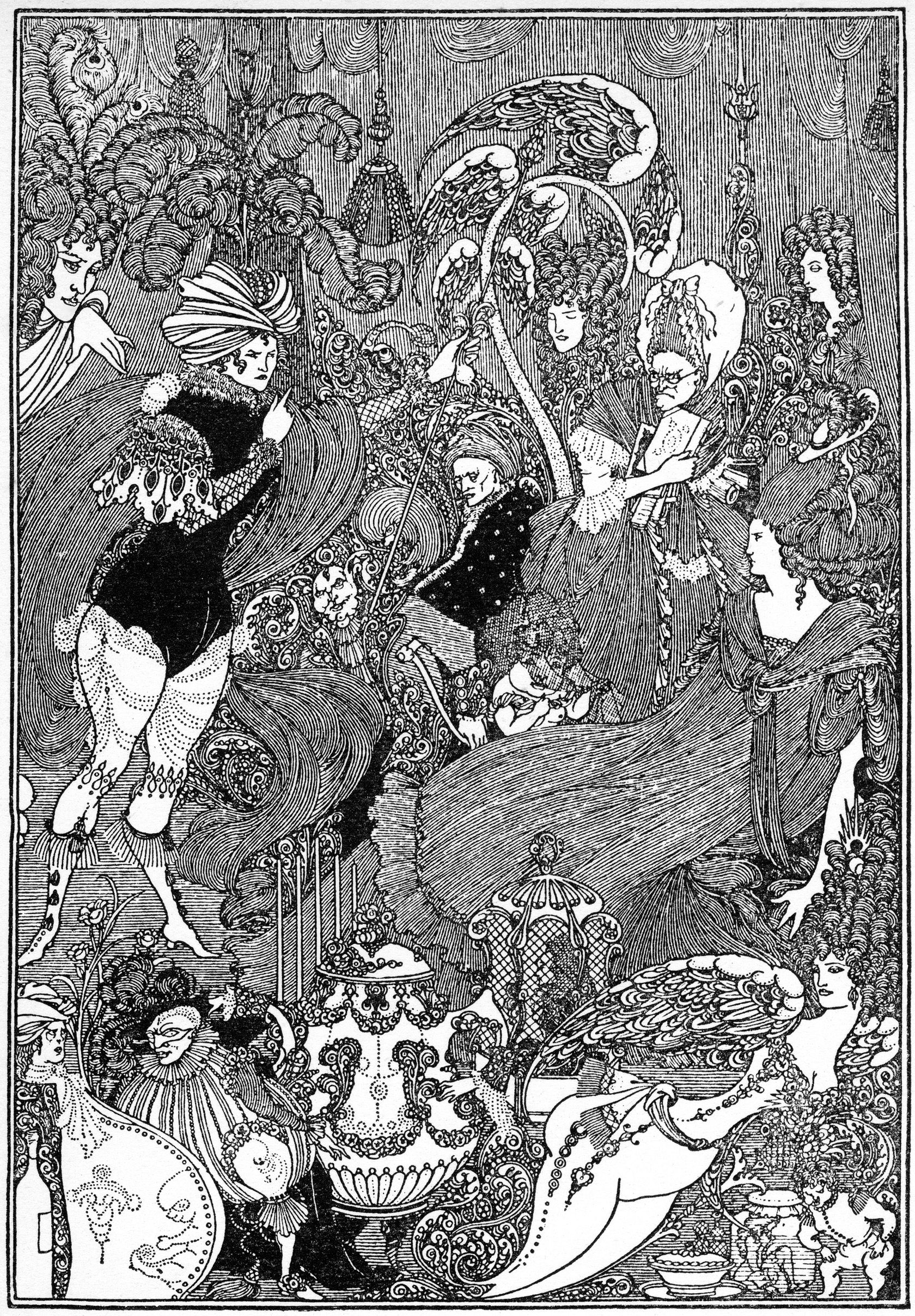
ポープ『髪盗み』挿絵 (1896)

1896年1月、スミザーズとアーサー・シモンズの招きで『サヴォイ』誌創刊に参加、同誌の美術編集者となる。週給25ポンド。2月、パリに移転。スミザーズ宛の書簡に「パリは僕によく合っている…途方もなく長期にわたって、ここに滞在すると思う。肘鉄とすげない扱いしか寄越さないロンドンには、いつ戻るか判らない」と記す。3月下旬、スミザーズと共にブリュッセルへ行き、この地で喀血。4月、秋に備えてパリに移転。5月あるいは6月、ビアズリーによるアレグザンダー・ポープ『髪盗み』の挿絵を見てホイッスラーが絶賛、ビアズリーに対するそれまでの自分の評価が間違っていたことを認めて謝罪。これによりホイッスラーと和解する。
1896年6月後半から8月前半にかけて、スミザーズの依頼により、アリストパネスの『女の平和』の挿絵をエプソムのホテル「スプレッド・イーグル」にて制作。7月、遺言状を作成。同年12月、『サヴォイ』廃刊。
健康状態の悪化により経済的に困窮し、借金がかさみ、1897年以降はカトリック詩人マルク＝アンドレ・ラファロヴィチからの一季100ポンドの支援で露命をつないだ。このころ「僕は今や、かつてのロココ的人間の、惨めな影にしか過ぎない」と手紙に記す。同年3月31日、ラファロヴィッチやジョン・ヘンリー・グレイからの執拗な説得によりカトリックに改宗。

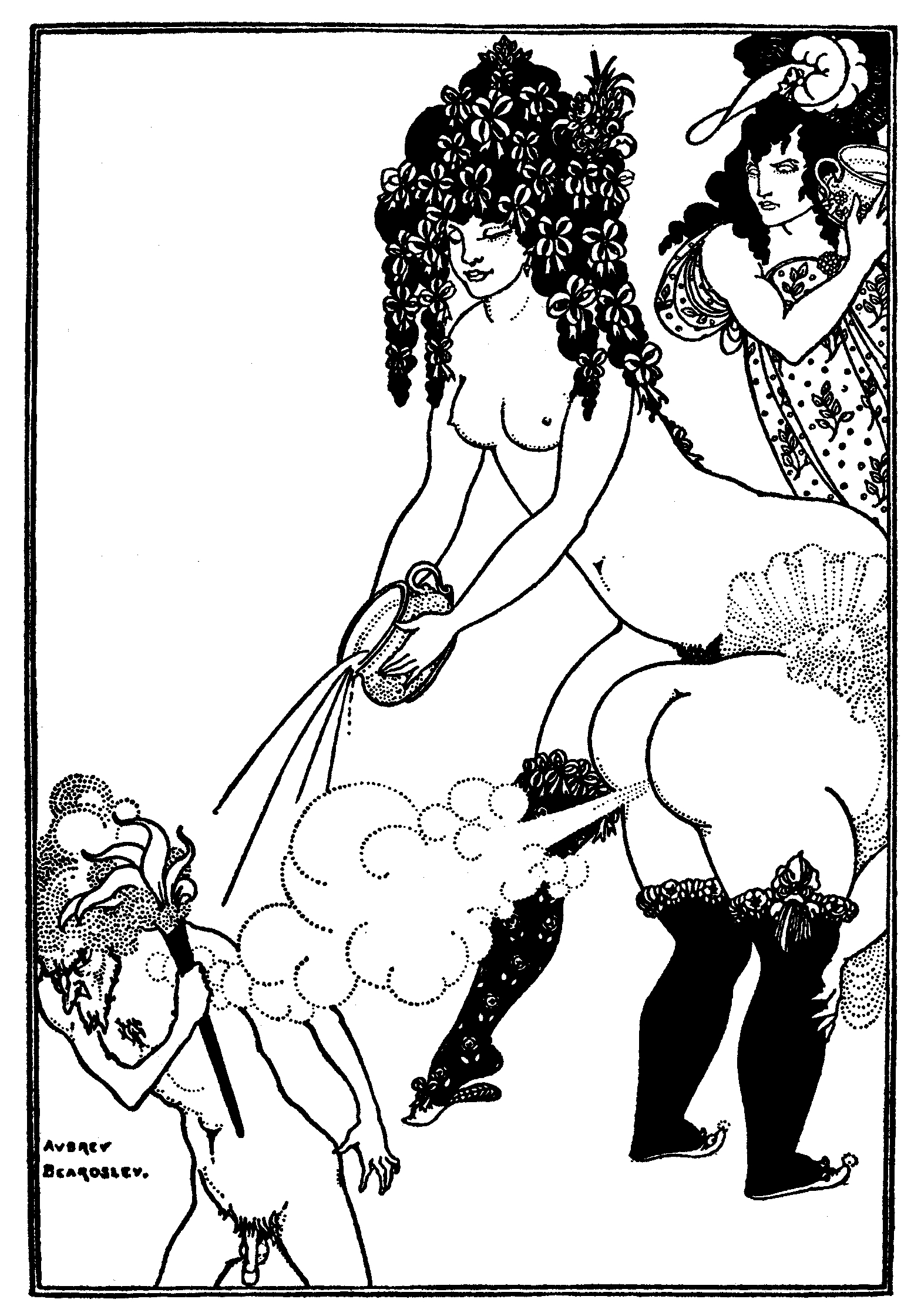
アリストパネス『女の平和』挿絵 (1896)

同年7月、出獄後のワイルドとディエップにて再会。『レディング監獄の歌』の装丁を依頼されたが、健康状態の悪化を口実に拒絶した。ワイルドの側ではビアズリーの才能を高く評価していたが、ビアズリーの側では（ワイルドの醜聞の巻き添えで社会から指弾されたため）ワイルドを敵視していたとされる。同年末、南仏のマントンに転地。
1898年1月、結核の進行により右手が動かなくなる。1月末以降は寝たきりとなり、詩「象牙の一片」を書く。カトリックの信仰に沈潜し、聖徒伝を読みふける日々が続く。

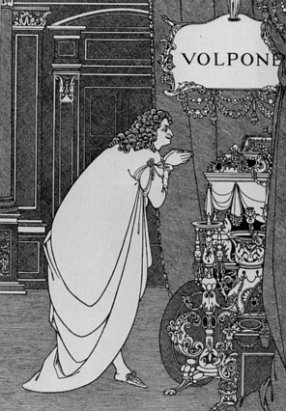
ベン・ジョンソン『ヴォルポーネ』挿絵 (1898)

同年3月16日、結核のためマントンにて死去。遺産は836ポンド17シリング10ペンス。ベン・ジョンソン作『ヴォルポーネ』のために描いた作品（未完）が絶筆となった。ビアズリーの作品は『女の平和』の挿絵など猥褻なものが多かったが、死の直前には、スミザーズに宛てた手紙の下書きで、それら全ての猥褻な作品を破棄するよう依頼した。しかしこの依頼は実行されず、その代わりに彼の作品はハリー・クラークやバイロス、フォーゲラー＝ヴォルプスヴェーデなど多くの画家に影響を与えた。日本では、水島爾保布、米倉斉加年、佐伯俊男、山名文夫たちの作品にビアズリーの影響が濃厚である。小説家では谷崎潤一郎、漫画家では山岸凉子や魔夜峰央がビアズリーからの影響を自認しているほか、手塚治虫もその作品『MW』で彼の作品の模倣を行なっている。

## 関連文献
- 澁澤龍彦訳 『ビアズレー 美神の館』 桃源社、1968年、新版1979年／光風社出版、1984年／中公文庫、1992年。ISBN 4-12-201970-2
- ブリジッド・ブローフィ 『黒と白　オーブリー・ビアズリーの肖像』 須山静夫訳、求龍堂、1969年
- スタンリー・ワイントラウブ 『ビアズリー伝』 高儀進訳、美術出版社、1969年／中公文庫、1989年。ISBN 4-12-201624-X
- 河村錠一郎 『ビアズリーと世紀末』 青土社、1980年、新装版1991年　ISBN 4-7917-5164-7
- サイモン・ウィルソン 『ビアズリー　生涯と作品』 中川伸子訳、岩崎美術社、1985年　ISBN 4-7534-1226-1
- 『ビアズリーとロンドン　アールヌーボーの世界4』 学研、1987年、新装版1998年。ISBN 4-05-151321-1
- ケネス・クラーク 『ベスト・オブ・ビアズリー』 河村錠一郎訳、白水社、1992年　ISBN 4-560-03949-6
- 『オーブリー・ビアズリー　世紀末、異端の画家』 河村錠一郎編・解説、小さな美術館・河出書房新社、1998年。ISBN 4-309-72671-2
- 『オーブリー・ビアズリー　世紀末の光と闇の魔術師』 海野弘監修・解説、パイインターナショナル、2013年
- 『ビアズリー怪奇幻想名品集』 冨田章 解説、東京美術、2014年、増訂版2021年
- 『アリストパーネス　女の平和』ビアズリー挿絵、佐藤雅彦訳、論創社、2009年。ISBN 4-8460-0950-5
- 『異端の奇才 ビアズリー』 河村錠一郎監修、青幻舎、2025年。展覧会図録（三菱一号館美術館）
- ジャン・マーシュ『オーブリー・ビアズリー 欲望とデカダンス　ヴィクトリア&アルバート博物館コレクションを中心に』 海野桂訳、青幻舎、2025年
- 原田マハ 『サロメ』文藝春秋、2017年／文春文庫、2020年 - 「サロメ」刊行に至るワイルドとの関わりを描いた小説

## ギャラリー

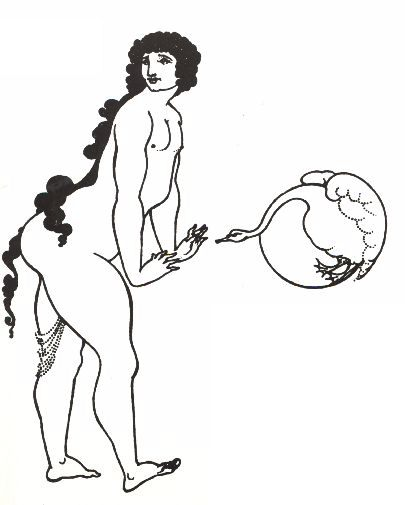
『Bathyllusの白鳥の踊り』(1894)。ホラティウスによると踊り子Bathyllusはポリュクラテスとアナクレオンの愛人であったという。
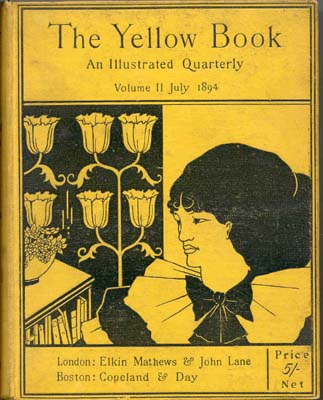
挿絵入り文芸誌『イエロー・ブック』(1894)
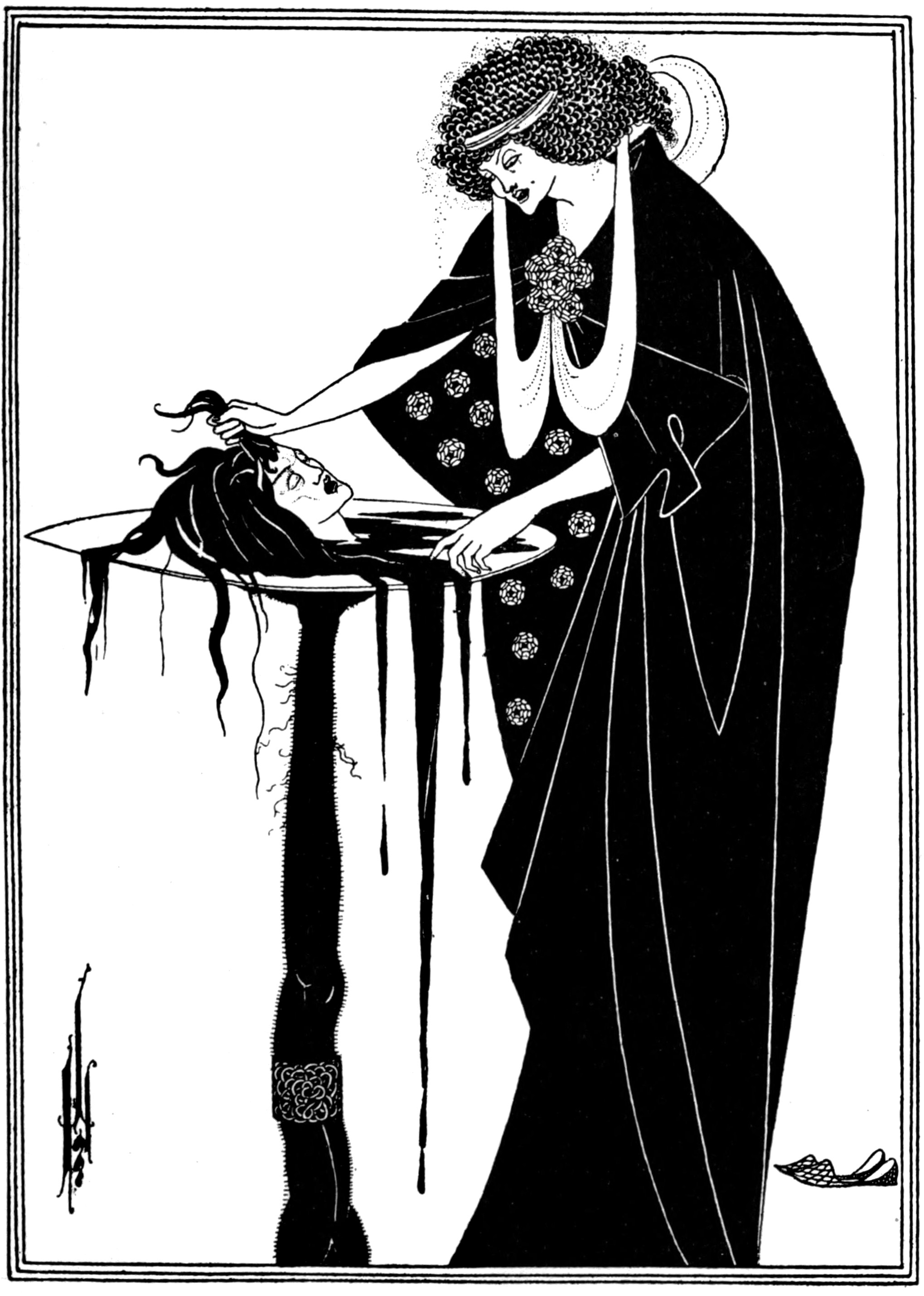
オスカー・ワイルド『サロメ』挿絵 (1894)
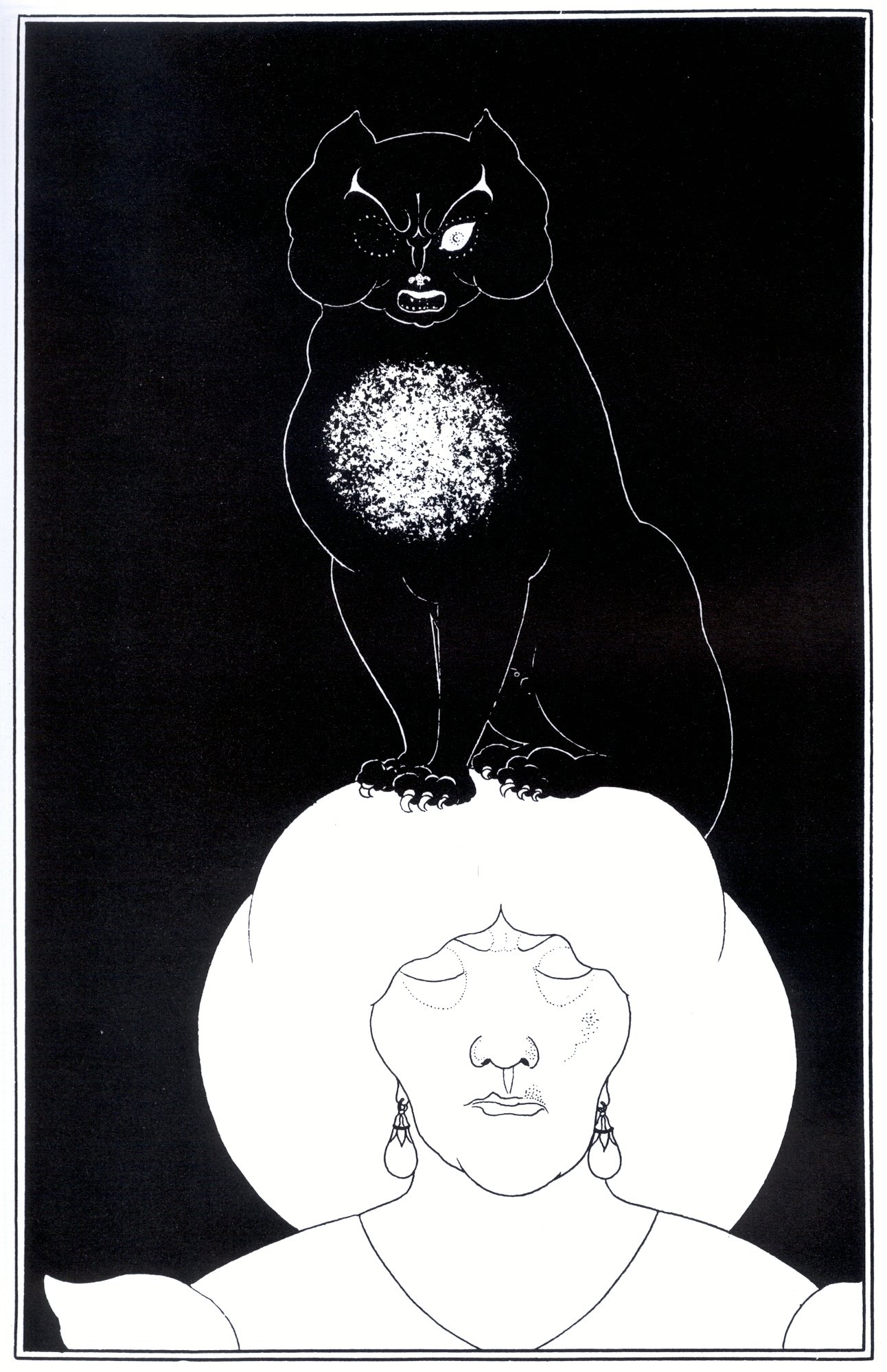
エドガー・アラン・ポー『黒猫』挿絵 (1894-95)
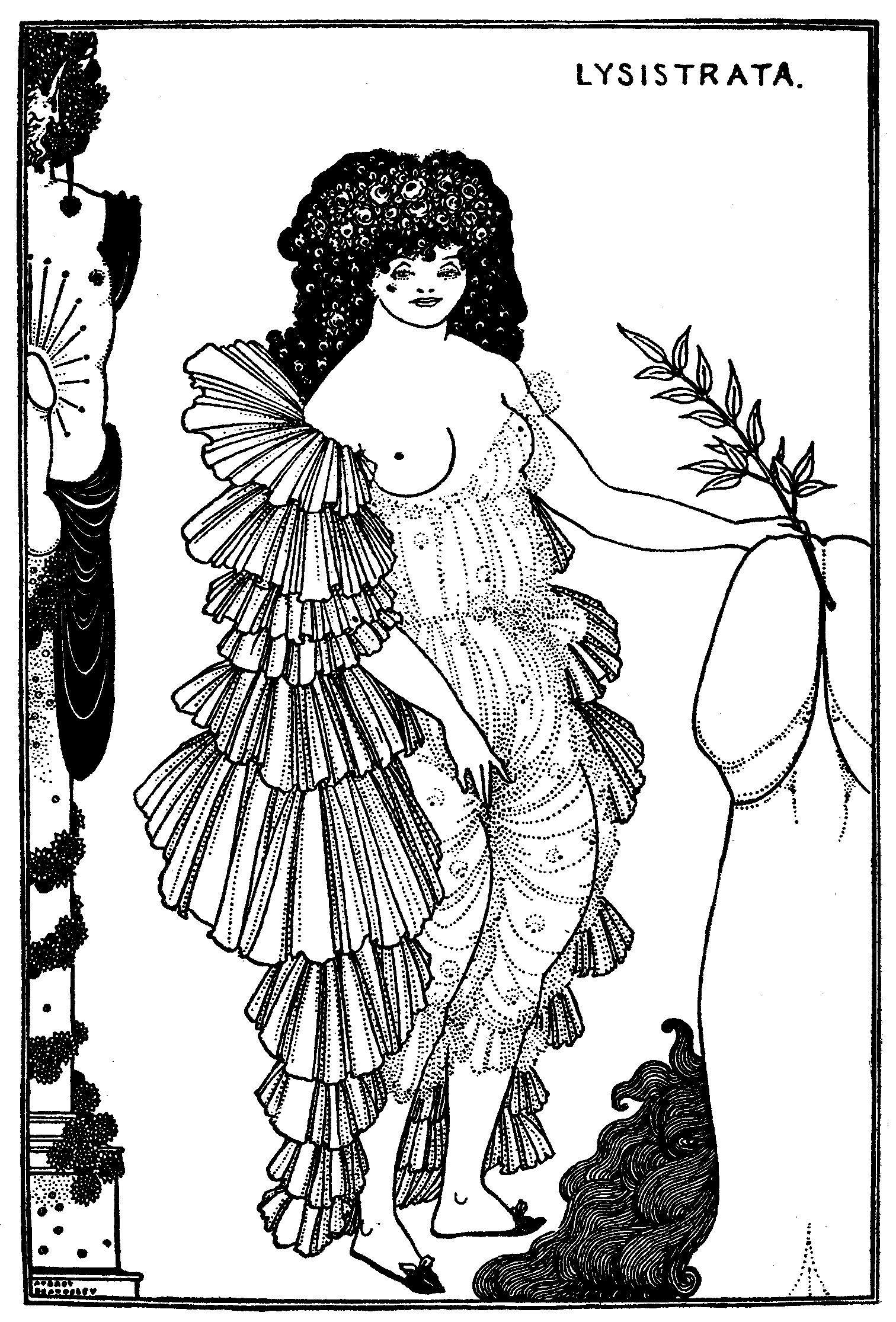
アリストパネス『女の平和』挿絵 (1896)
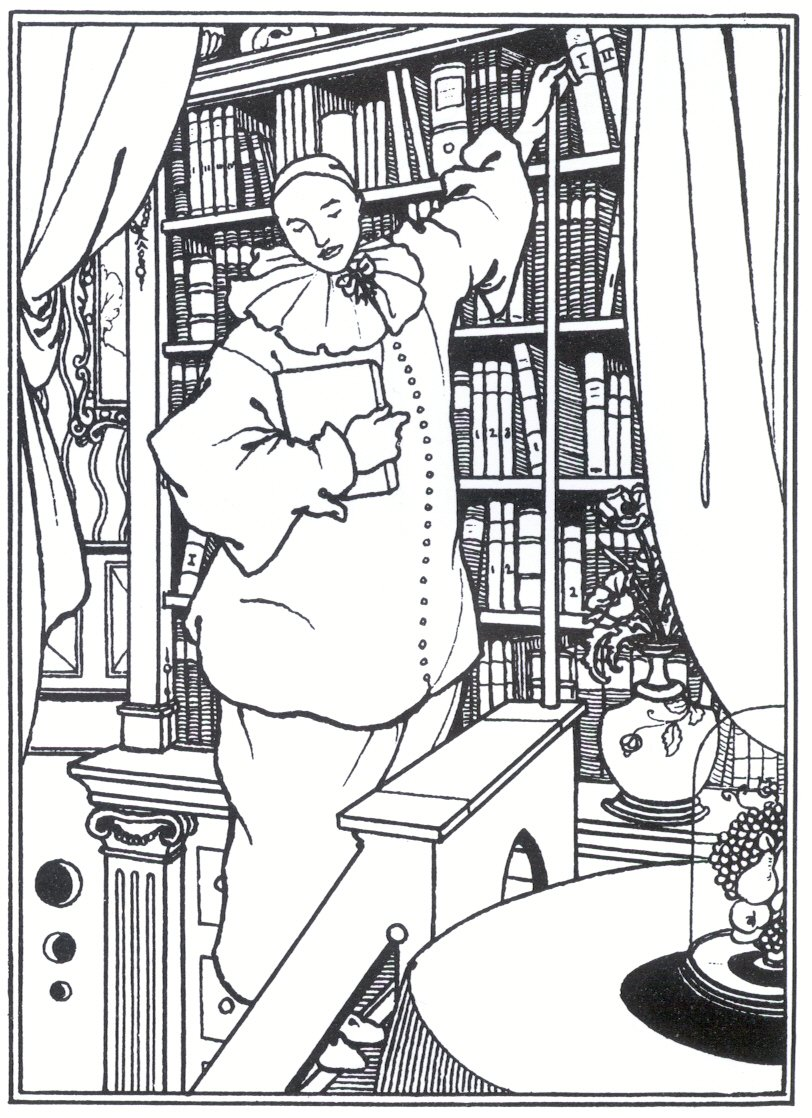
『ピエロの図書館』挿絵 (1896)